# فرنسیس باویر
 فرانسیس باویر (انگلیسی: Frances Bavier؛ ۱۴ دسامبر ۱۹۰۲ – ۶ دسامبر ۱۹۸۹) یک هنرپیشه اهل ایالات متحده آمریکا بود. وی بین سال‌های ۱۹۳۰ تا ۱۹۷۴ میلادی فعالیت می‌کرد.
از فیلم‌ها یا برنامه‌های تلویزیونی که وی در آن نقش داشته است می‌توان به روزی که دنیا از حرکت بازماند، اندی گریفیت شو، میبری آر.اف.دی اشاره کرد.